# Entalophora clavata
Entalophora clavata is een uitgestorven mosdiertjessoort uit de familie van de Entalophoridae. De wetenschappelijke naam van de soort werd in 1850 voor het eerst geldig gepubliceerd door Alcide d'Orbigny.